# 宮崎村 (愛知県額田郡)
宮崎村（みやざきむら）は、かつて愛知県額田郡にあった村である。
額田町の北東部に該当し現在の岡崎市の北東部の宮崎町、中金町、明見町、大代町、石原町、東河原町、雨山町などに該当する。

## 沿革
- 江戸時代末期、この地域は岡崎藩領、西大平藩領、天領、旗本領、寺社領であった。
- 1878年（明治11年） - 河辺村と栃原村が合併し、河原村となる。
- 1889年（明治22年）10月1日
  - 河原村、亀穴村、石原村、中金村、大代村、雨山村、明見村が合併し、宮崎村となる。初代村長には元河原村長の山本源吉が就任した[2]。山本ははげ山だった宮崎地区を林業の一大産地として栄えさせた人物で、初代村長を退任後、第4代、代7代、第10代と3度村長を務めた[3]。
  - 夏山村、千万町村、木下村が合併し、巴山村となる。
- 1890年（明治23年）12月17日 - 巴山村が改称し、栄枝村となる[注釈 1]。
- 1906年（明治39年）5月1日 - 栄枝村の一部[注釈 2]と宮崎村が合併し、改めて宮崎村が発足。
- 1956年（昭和31年）9月30日 - 豊富村、宮崎村、形埜村、下山村の一部[注釈 3]が合併し、額田町となる。

## 学校
- 宮崎村立宮崎中学校

（→1956年に額田町立宮崎中学校→1973年に額田町立下山中学校、額田町立形埜中学校、額田町立豊富中学校とともに岡崎市立額田中学校に統合）
- 宮崎村立大雨河小学校

（→1956年に額田町立雨河小学校→2006年に岡崎市立大雨河小学校→2010年に岡崎市立宮崎小学校に統合）
- 宮崎村立千万町小学校

（→1956年に額田町立千万町小学校→2006年に岡崎市立千万町小学校→2010年に岡崎市立宮崎小学校に統合）
- 宮崎村立宮崎小学校

（→1956年に額田町立宮崎小学校→2006年に岡崎市立宮崎小学校）

## 寺社

### 神社
- 石座神社（石原）
- 宮崎神社（明見）
- 高之御前神社（大代）
- 熱田神社（雨山）

- 河原神社（河原）
- 日吉神社（中金）
- 神明宮（木下）
- 八剱神社（千万町）

### 寺院
- 傳正院（明見）
- 少林寺（明見）
- 林端寺（宮崎）
- 聞桂寺（宮崎）
- 端雲寺（石原）
- 法林寺（中金）

- 正泉寺（大代）
- 高雲寺（河原）
- 財泉寺（河原）
- 菩提院（雨山）
- 東向寺（木下）